# Pierre-Étienne de Perier
Pierre-Étienne de Perier est un général de division, français et grand officier de la Légion d'honneur, né le 31 octobre 1893 à Laghouat et décédé le 22 juin 1968 à Paris,.

## Biographie

### Origines
Pierre-Étienne de Perier est né le 31 octobre 1893 à Laghouat, en Algérie française de Léonor de Perier (1842-1908), commandant du 2e bataillon d’infanterie légère d’Afrique et officier de la Légion d'honneur, et de Louise Loubère (1862-1939), fille du colonel Jean-Louis Loubère (1820-1893), gouverneur de la Guyane française.

### Formation (1912-1914)
De Perier intègre l'École spéciale militaire de Saint-Cyr, promotion de Montmirail (1912-1914), et s'engage la même année pour être rapidement promu caporal.

### Première Guerre mondiale (1914-1918)
Le 28 août 1914, au combat de La Besace (Ardennes), il est grièvement blessé par balle à la mâchoire en chargeant les Allemands à la baïonnette à la tête de sa section. Cette action d'éclat lui vaut d'être cité à l'ordre de l'armée : « Belle conduite au combat du 28 août 1914, a brillamment chargé à la baïonnette en tête de sa section, a été grièvement blessé ». En 1916, il est affecté à l'Armée d'Orient, et devient capitaine dans les zouaves en 1917,,.

### Entre-deux-guerres (1918-1939)
Topographe régional au Maroc de 1919 à 1921, il intègre l'infanterie coloniale,. Il est envoyé en Allemagne, dans l'armée française du Rhin, de 1921 à 1925.
Alors commandant, il est aide de camp du général Franchet d'Esperey, de 1932 à 1934.

### Seconde Guerre mondiale (1939-1945)
En juin 1940, la 3e armée dont il est sous-chef d'état-major est encerclée en Lorraine par Guderian, placé à la tête de l'opération Tiger. De Perier est capturé par les Nazis mais parvient à s'évader : « s'est particulièrement signalé par son initiative, son énergie et son courage pendant la période du 1er juin au 22 juin 1940. Fait prisonnier après l'encerclement de son armée, s'est évadé et a réussi à échapper aux cavaliers lancés à sa poursuite et a rejoint la zone non occupée du territoire français après avoir circulé huit jours dans les lignes allemandes »,. La médaille des évadés lui est conséquemment décernée par décret en 1945.
De septembre 1940 à novembre 1941, promu colonel, il devient chef d'État-Major, du général Maxime Weygand,,,,,.
En 1941, l'Armée d'Afrique doit être mise en état d'entrer en campagne. Ce dessein requiert de compléter ses unités, créer des formations de sûreté remplaçant les garnisons et reconstituer leurs services d'entretien. Ces objectifs ne peuvent être remplis que par une mobilisation, que décide le colonel de Perier.
À partir de 1942, il prend part à la campagne de Tunisie,. 
Nommé général en 1943, il termine la guerre comme inspecteur général des Troupes coloniales en octobre 1944. C’est à ce titre qu’il est envoyé à Dakar le 28 décembre pour mener une enquête administrative sur le massacre de Thiaroye dans lequel il conclut que les tirailleurs ont reçu plus que leurs droits.

### Guerre d'Indochine (1946-1950)
En septembre 1946, Perier est nommé adjoint au commandement supérieur des troupes français d'Extrême-Orient, sous les généraux Valluy et Salan, durant la guerre d'Indochine. Il est cité à l'ordre de l'armée en 1947,.

### Fin de carrière (1950-1968)
En 1948, auditionné au procès de Weygand devant la Haute Cour, il effectue une longue déposition dans laquelle il défend l'accusé,.
Il préside la Revue économique française lors de sa reparution en 1952, sous l'égide de la Société de Géographie commerciale. Celle-ci traite principalement des enjeux économiques et des territoires d'Outre-Mer.
Le général de Perier décède le 22 juin 1968 à Paris,.

## Grades militaires
- Aspirant (11 octobre 1913)
- Sous-lieutenant (5 août 1914)
- Capitaine (6 juillet 1917)
- Commandant (25 décembre 1929)
- Lieutenant-colonel (24 mars 1936)
- Colonel (25 juin 1940)
- Général de brigade (1er juin 1943)
- Général de division (1er novembre 1950)

## Distinctions et décorations
- Citation à l'ordre de l'armée (1916, 1925, 1940 et 1947)

### Décorations françaises, des colonies françaises ou interalliées
- Grand officier de la Légion d'honneur (1950)
- Croix de guerre 1914–1918
- Croix de guerre 1939–1945
- Croix de guerre des Théâtres d'opérations extérieurs[42]
- Médaille des évadés (1945)[17]
- Croix du combattant
- Médaille commémorative de la guerre 1914–1918
- Médaille interalliée de la Victoire
- Médaille commémorative du Maroc
- Médaille commémorative française des opérations du Moyen-Orient
- Insigne des blessés militaires

### Décorations étrangères
- Officier de l'ordre du Ouissam alaouite
- Médaille de la Paix du Maroc
- Croix Commémorative pour la guerre de Libération de 1914-1918 et l'Union

## Publications
- Étude sur les débarquements par voie maritime pour la Revue militaire française[43]

## Sources
- Dossier individuel à Vincennes
- Biographie de Pierre-Étienne de Perier sur le site de l'École Supérieure de Guerre
- Dossier individuel dans la base Léonore
- Notice du général de Perier sur generals.dk